# Congiopodus coriaceus
Congiopodus coriaceus is een straalvinnige vissensoort uit de familie van congiopoden (Congiopodidae). De wetenschappelijke naam van de soort is voor het eerst geldig gepubliceerd in 1979 door Paulin & Moreland.